# 楊比福
楊比福（？—），香港籃球運動員。他曾代表中華民國參加1956年夏季奧林匹克運動會，協助球隊獲得第11名的成績。

## 外部連結
- 楊比福在fiba.basketball（英语）
- 楊比福在archive.fiba.com（archived）（英语）
- 楊比福在Basketball-Reference.com（國際）（英语）
- 楊比福在Olympedia（英语）